# トゥーケーシュ・ラースロー
トゥーケーシュ・ラースロー（ハンガリー語: Tőkés László, [ˈtøːkeːsˈ laːsloː]、1952年4月1日 - ）は、ルーマニア生まれのハンガリー人の政治家、牧師。1990年から2009年まで改革派教会の教区で司教を務めていた。2007年から2019年まで欧州議会議員を務め、2010年から2011年にかけては副議長を務めた。
1989年12月15日、ルーマニア政府は、ティミショアラ  (Timișoara) に住んでいたトゥーケーシュに対して教区から立ち退くよう命じた。この立ち退き命令に抗議する形で、キリスト教徒たちの集団ができあがり、群衆もこれに加わり、抗議運動は徐々に拡大し、勢いを増していった。この抗議運動は、最終的に、1989年12月25日のニコラエ・チャウシェスク (Nicolae Ceauşescu) の処刑に繋がった。
トゥーケーシュ・ラースローは、トランスィルヴァニア・ハンガリー国民評議会 (Erdélyi Magyar Nemzeti Tanács) の代表でもある。トランスィルヴァニア・ハンガリー人民党 (Erdélyi Magyar Néppárt) との関わりも深いが、党員ではない。「欧州歴史和解団」の委員の一人であり、2009年に実施された「ヨーロッパの良心と全体主義に関する欧州議会決議」を支持した。

## 生い立ちと教育
1952年、ルーマニアのクルージュ＝ナポカ (Cluj-Napoca)に生まれた。祖父も父親も改革派教会の牧師であった。1971年に高校を卒業後、1971年から1975年まで、父親が1980年代初頭まで教授を務めていた神学研究所で学んだ。卒業後、ブラショブ (Brașov)の改革派教会で2年間、1984年までデジ (Dej)の教会で牧師を務めた。
彼はスンペトル・デ・クンピエ (Sânpetru de Câmpie)の村への転属を命ぜられたが、それを拒否し、クルージュ＝ナポカの実家で2年間過ごした。

## 牧師として
トゥーケーシュは、チャウシェスク政権を批判していた。彼は、雑誌『Ellenpontok』（『対比』）にて、ルーマニアにおける人権侵害についての記事を寄稿した。記事には署名が無かったが、セクリターテ (Securitate)がトゥーケーシュが寄稿した記事であることを突き止めた。
ティミショアラにて、トゥーケーシュは、ルーマニア国内の街や村の生活基盤についての抜本的な再編を提示したルーマニア政府による「体系化計画」に反対する内容の説教を行った。小規模な村の存在は「不合理」と見做され、供給の削減、住民の強制移住、教会や修道院を含む建物は取り壊しの対象となった。人権活動家やルーマニア在住のハンガリー人は、この体系化計画について、ハンガリー人の居住区に対する重大な脅威と見做したが、トゥーケーシュの行った説教の内容は、ルーマニア人とハンガリー人の連帯を呼びかけるものであった。ハンガリー政府と西ドイツ政府は、この体系化計画に対して抗議した。ハンガリー人の劇団「タリア」(Thalia)の劇団員は、ルーマニア政府当局が「『領土回復主義者』（民族統一主義、外国に併合された、同一の民族が暮らし、歴史的に固有の領土である土地を取り戻そう、とする立場や主張を指す）の詩」と察知していたものを読んでいた。彼らの文化的行事を企画したトゥーケーシュは、1989年5月にブダペストのラジオで放送された抗議声明を通じて、タリアの活動の禁止の決定を批判した。
1988年の夏、トゥーケーシュはハンガリー改革派教会の牧師たちとともに、体系化計画に反対する団体を編成したが、これはセクリターテから再び注目されることになった。1988年10月31日の宗教改革記念日、セクリターテが、「タリア」と共同で開催する祝祭の実施に反対すると、司教のポップ・ラースロー (Papp László)は、バーナート (Banat)における青年活動を禁止した。しかし、1989年の春、トゥーケーシュは、ルーマニア正教会 (Biserica Ortodoxă Română)の司教とともに、別の祝祭を開催した。
1989年3月20日、ミッシェル・クレアとレジョン・ロイ (Réjean Roy)、2人のカナダ人がトゥーケーシュを訪問し、密かに持ち込んだカメラでトゥーケーシュを取材し、録音した。3人のハンガリー人がカメラの持ち込みを支援し、その間、彼らはセクリターテから追跡されていた。3月31日、ポップ司教はトゥーケーシュにティミショアラでの説教行為を止め、孤立した教区があるミネウ村 (Mineu)に移住するよう命じたが、トゥーケーシュはこれを拒否し、彼の信徒たちもそれを支持した。
1989年7月24日、ハンガリーの国営テレビの調査番組『パノラマ』が、3月に実施されたカナダ人によるトゥーケーシュへの取材映像を放送した。この2日後、ポップ司教はトゥーケーシュに書簡を送り、「トゥーケーシュ・ラースローは面談の中でルーマニアの国家に対して名誉棄損となる言葉を述べ、嘘まで吐いた」と非難し、トゥーケーシュの追放を命じた。カナダの『トロント・スター』紙は、「この取材映像の公開が、1989年12月の一連の出来事を誘発する契機となった可能性がある」と書いた。ポップ司教はトゥーケーシュを教会の集合住宅から追い出すため、民事訴訟の手続きを開始した。トゥーケーシュの自宅の電気は止められ、食糧配給手帳も没収されたが、教区の住人はトゥーケーシュを支援し続けた。ルーマニア政府当局は数人を逮捕し、殴打した。1989年9月14日、ハンガリー人のエルノ・ウユヴァロシー (Ernő Ujvárossy)が、ティミショアラ郊外の森の中で遺体で発見され、トゥーケーシュの父親も一時的に身柄を拘束された。エルノの死は、「治安部隊による政治的暗殺」と見られている。1989年7月にハンガリーが放送したトゥーケーシュへの取材映像の中で、トゥーケーシュは、「ルーマニア人は自分たちの人権さえも知らないのだ」と発言していた。2008年にドイツで放送された鉄のカーテンを題材にしたテレビ番組の中で、トゥーケーシュは以下のように語っている。
| 「 | この真意は、独裁者であるニコラエ・チャウシェスクを支持する必要は無いのだ、と伝えることにありました。チャウシェスクの仮面を剥ぎ取るために、どうしても必要であったのです。一般のルーマニア人やセクリターテにも衝撃を与えた模様です。あの当時、外国のテレビ放送の視聴は禁止されており、この映像はルーマニアとハンガリーの国境付近でのみ、視聴できました。この映像を観た人は誰もが衝撃を受け、とりわけ、映像はトランスィルヴァニアで広まり、ルーマニア国内の空気と世相に、思いも寄らぬ形で影響を及ぼしたのです。 | 」 |

1989年10月20日、ティミショアラ裁判所は、トゥーケーシュの立ち退きを命じる評決を出し、トゥーケーシュはこれに控訴した。11月2日、刃物で武装した4人の人物がトゥーケーシュの自宅に押し入った。セクリターテの諜報員が見守る中、トゥーケーシュとその友人たちは襲撃してきた者たちを撃退した。ルーマニアの特命全権大使はハンガリーの外務省に召喚され、ハンガリー政府にトゥーケーシュ・ラースローの身の安全を心配している趣旨を告げられた。11月12日、何者かが教区の建物の窓を割った。11月28日、ティミショアラ裁判所はトゥーケーシュによる控訴を棄却し、トゥーケーシュは1989年12月15日に正式に立ち退くことになった。

## ティミショアラ
1989年12月11日、トゥーケーシュは郡の党委員会に呼び出され、「立ち退きの日が12月18日の月曜日に変更されたことを教区の住民に伝えるように」との指示を受けた。しかし、礼拝が行われるのは日曜日であり、12月15日は金曜日であったため、トゥーケーシュは立ち退きが延期された話を伝えることができずにいた。12月15日夜8時頃、教会の建物の前に、黒いダチア車が止まり、ティミショアラの市長、ペトレ・モーツ (Petru Moţ)が現れ、トゥーケーシュと対話した。教区民たちは、トゥーケーシュの自宅の外で哨戒を始め、移動命令を受けるも拒否した。教区では「人間の鎖」が形成され、民兵はこれに立ち入ることができなくなった。トゥーケーシュは教区民たちに感謝の言葉を述べたうえで、立ち去るよう伝えたが、トゥーケーシュの自宅近くには、トゥーケーシュを守ろうとする集団ができあがっていた。トゥーケーシュの妻・エディートは妊娠中で、体調を崩した。12月16日、かかりつけの医師がエディートの診察に訪れ、そこから30分も経たないうちに、ペトレ・モーツが3人の医師を引き連れて現れ、エディートを病院に連れて行くように説得するも、かかりつけの医師はそれを拒否するよう彼女に伝えた。その後、作業員が到着し、襲撃者が壊した窓と玄関の扉を修理した。トゥーケーシュの元を訪れる人々の数はさらに増えていき、いつしかルーマニア人も教区民の群衆に加わっていた。トゥーケーシュはペトレ・モーツと会話したのち、再び群衆に去るよう伝えたが、教区民たちはその場に留まっていた。一旦去ったのち、再び戻ってきたモーツは、「トゥーケーシュが立ち退かされることは無い」趣旨を約束した。群衆の中には、トゥーケーシュの立ち退き命令を書面で撤回するよう要求した人物も出た。ペトレ・モーツは一時間以内にそうする趣旨を約束したが、彼が実際にそうするつもりだったとしても、結局それは不可能であることが判明した。立ち退き命令についてはどうにもならなかった。市長や副市長との交渉や、複数の団体が姿を見せたのち、ペトレ・モーツはトゥーケーシュに対し、「午後5時までにこの群衆を解散させなければ、消防隊による放水銃で攻撃する」との最後通告を出した。トゥーケーシュは群衆に解散するよう懇願したが、トゥーケーシュがセクリターテから脅迫を受けている、と確信したのか、群衆は改めてそれを拒否した。群衆は、自宅から出て、通りに姿を現わすよう手招きするも、トゥーケーシュはこれを拒否した。これについて、歴史家のデニス・デリータントは、「トゥーケーシュは、自分が『抵抗組織団体の指導者』と判断されるのを恐れたのだろう」と書いた。
時刻は午後5時を迎えたが、放水銃による攻撃は行われなかった。午後7時までに、複数の区画に亘って群衆の規模は拡大していた。地元の工科大学の大学生や、ハンガリー人とルーマニア人が手に手を取り合い、「人間の鎖」を形成していた。当初、彼らは讃美歌を合唱していたが、午後7時30分、ルーマニアの国歌である『Deşteaptă-te române!』（「デシュタープタ＝テ、ロムネ」、「目覚めよ、ルーマニア人!」）の斉唱が始まった。この国歌は1947年に斉唱行為を禁止されており、1987年11月15日にブラショヴで労働者たちが起こした反乱 (Revolta de la Brașov)の際にもこれが歌われた。
トゥーケーシュへの立ち退き命令に抗議する意味で、蝋燭を灯した人々が現われ、抗議は拡大を続けた。午後9時、セクリターテの長官、ユリアン・ヴラードはこの反乱を鎮圧するため、上級作戦部隊をティミショアラに派遣した。抗議者たちはティミショアラ正教大聖堂 (Catedrala Mitropolitană din Timişoara)の周辺を移動し、市内を行進し、治安部隊と再び対峙した。いつしか群衆は「チャウシェスクを倒せ！」「政権を倒せ！」「共産主義を叩き潰せ！」と唱和し始めた。群衆は別の場所へ移動し、橋を渡り、共産党本部の建物がある市街地へと向かい、石を投擲した。午後10時ごろ、民兵が彼らを教会へと追い返し、放水銃による水攻めが始まった。しかし、群衆はそれを奪い取って解体し、その部品を、ベガ川（Râul Bega, ルーマニアとセルビアの間を流れる川）に投げ捨てた。午後9時から午後11時30分にかけて、民兵、警備員、消防士、国境警備隊で構成された部隊が180人を逮捕した。デニス・デリータントは、「このハンガリー人の抗議運動は、今やルーマニア人の反乱へと変わった」と書いた。
1989年12月17日、ニコラエ・チャウシェスクはルーマニア共産党中央委員会政治執行委員会の臨時会議を招集し、トゥーケーシュについて言及し、「ある改革派の司祭が、彼自身のせいで制裁を受けた。ティミショアラから別の郡に移り、住んでいた家を去らねばならない、というものである。彼は自宅を明け渡すことを望まなかった。司教は裁判所に訴え、裁判所は彼を立ち退かせる決定を下した。これには長い時間を要した。昨日、裁判所命令が執行されようとしたが、司祭は団体を組織した。これはブダペストを始めとする外国の諜報組織による妨害である。彼は外国からの取材にも応じているのだ」と述べた。午前9時、陸軍参謀本部の工作員の集団が市内に到着した。午前11時、ティミショアラでの抗議運動の参加者は、いつしか数千人にまで膨れ上がっていた。中心部にある本屋の窓ガラスが割られ、チャウシェスクを賛美する本は酷く損壊された。国防大臣で将軍のヴァスィーレ・ミーラ (Vasile Milea)は、ティミショアラ市内にあるルーマニア共産党本部の建物を、400人の兵士で守るよう命令を出した。午後1時30分、ミーラは「ティミショアラの状況は悪化の一途を辿っています。軍による介入命令をお願い致します。軍は戦闘状態に突入します。ティミショアラ郡にて非常事態が進行中です」と報告した。軍隊に対して命令を出せるのは、法的にはニコラエ・チャウシェスクだけであった。チャウシェスクは、ユリアン・ヴラードに2回、ヴァスィーレ・ミーラに少なくとも6回電話し、ティミショアラでの暴動を腕ずくで迅速に鎮圧するよう指令を出した。午後1時45分、ティミショアラの通りに戦車が現われた。午後4時頃、抗議者たちは郡の党委員会の建物に闖入し、党の文書、宣伝用の小冊子、チャウシェスクの著書、共産党の権力の象徴であるこれらを窓から次々に投げ捨てた。彼らは建物に火を付けようとしたが、これは軍の部隊に阻止された。午後4時30分、チャウシェスクは、首都・ブクレシュティ (Bucureşti)にてルーマニア共産党中央委員会政治執行委員会の臨時会議を招集し、ティミショアラでの出来事について、国防大臣たちと議論し始めた。チャウシェスクは、反乱の鎮圧を躊躇したトゥドール・ポステルニク、ヴァスィーレ・ミーラ、ユリアン・ヴラードを非難した。チャウシェスクはヴァスィーレ・ミーラに対し、「ミーラよ、あなたの部下は何をしていたのか。なぜすぐに介入しなかった？ なぜ撃たなかった？ 部下に足元を撃たれてもおかしくないはずだ」と質問した。ミーラが「私はいかなる種類の弾薬も与えませんでした」と答えると、チャウシェスクは「なぜ与えなかったのか？ そんなことなら、部下を家に帰したほうがましだ」と非難した。チャウシェスクは、治安部隊に対して発砲命令を出さなかったユリアン・ヴラードに対し、怒りを込めて応酬した。「あなたのやったことは、国家の利益、人民の利益、社会主義の利益に対する裏切りだ。責任ある行動を取らなかったのだ」「あなたにいかなる処罰を与えるべきか、分かるか？ 銃殺刑だ。それこそがあなたにふさわしいのだ。あなたのやったことは、敵と手を結んだも同然の行為だからだ！」
ヴァスィーレ・ミーラは、チャウシェスクから抗議者を撃てとの指令を受けたが、ミーラはこれを陸軍部隊に伝令するのを拒否した。ミーラは「軍規を確認しましたが、人民軍は人民を撃ち殺せ、との記述がある項目はどこにも見当たりませんでした」と発言した。
チャウシェスクは、反逆者を撃つよう命じた。この命令を出したチャウシェスクに対し、国防大臣、内務大臣、セクリターテの長官は初めて反対を表明した。チャウシェスクは、自分に対する彼らの忠誠と服従を疑い、3人に対して「役職を解任する」と発言したが、閣僚評議会議長のコンスタンティン・ダスカレスクはこれに反対し、彼ら3人への支持を表明した。チャウシェスクは怒りを露わにし、「ならば私は書記長を辞任する。別の人物を書記長に選出するが良い！」と言い、会議室から出て行った。エミール・ボブとコンスタンティン・ダスカレスクがチャウシェスクのあとを追いかけ、部屋に戻るよう懇願した。数分後、チャウシェスクは会議室に戻り、会議を続けた。チャウシェスクは、ティミショアラの党代表と緊急の電話会議を実施し、民間人に対する発砲命令を出した。チャウシェスクは将軍のイオン・コーマン (Ion Coman)を司令官に任命し、12月17日午後3時30分、国防省と内務省の将官の代表団がティミショアラに派遣された。午後6時、ジロクルイ (Girocului)にて、参謀総長のシュテファン・グーシャ (Ştefan Guşă)の命令により、道を塞がれた戦車を回収する名目で、抗議者に対して発砲が始まった。午後6時45分ごろ、ティミショアラの部隊は、信号「Radu cel Frumos」を受けた。これは「軍隊に戦争弾薬を装備させ、戦闘態勢に切り替えよ」との指令であった。ティミショアラでは、国防省の部隊による発砲がついに開始され、数時間で300人を超える人々が撃たれた。
12月18日午前5時30分、ティミショアラの部隊の司令官、イオン・コーマンは、現地の状況について「取り締まりの最中にあります」とブクレシュティに報告した。この24時間で、ティミショアラでは66人が死亡し、300人近くが負傷した。この日、チャウシェスクはイランを訪問する予定があった。午前8時、チャウシェスクは「イランへの訪問を取り消す必要は無い」と判断し、テヘランに出発した。午後3時から午後4時にかけて、抗議者が殺されたことに激怒した労働者の大規模な集団が、市内の中心部に移動していた。午後5時から午後7時にかけて、蝋燭を手にした者たちが大聖堂の階段に集結した。将軍のミハイ・チツァックは兵士たちに発砲を命じ、自らも民間人に向けて発砲した。7人が死亡し、98人が負傷した。
12月17日から18日の夜にかけて、ティミショアラの郡病院にて、撃たれて死亡した者たちの遺体が安置された。12月19日、エレナ・チャウシェスクとイオン・コーマンの命令に基づき、遺体安置所に安置されていた58体の遺体のうち、43体が冷凍トラックに積まれ、ブクレシュティに移送された。彼らの遺体は火葬され、その遺灰は水路に投げ捨てられた。弾圧された痕跡を残さないようにするのが目的であった。エレナ・チャウシェスクはこれを「Operaţiunea Trandafirul」（「バラ作戦」）と名付けた。午前7時から午後12時、数千人の労働者が街頭に繰り出していた。ティミショアラでの抗議運動はもはや止めることが不可能になっていた。午後1時50分、シュテファン・グーシャは兵士たちに対し、兵舎への撤退を命じた。
12月20日午前9時、抗議者の集団は数万人規模にまで膨らんでいた。ティミショアラの中心部にある劇場広場に集結した群衆は「独裁者を倒せ！」「自由を！」「神が御座します！」「軍隊は我々の味方だ！」と唱和した。午後12時、ティミショアラの中心部には、およそ15万人の抗議者がいた。彼らは兵士に差し入れを送った。午後12時30分、抗議者数人が劇場の桟敷を開放し、その直後に「主の祈り」の唱和が始まった。拡声器を通じて「ティミショアラは共産主義から解放されたルーマニアの最初の都市である」と宣言された。午後2時30分、閣僚評議会議長のコンスタンティン・ダスカレスクがティミショアラに到着した。抗議者たちは、国の指導者の立場にある者たち全員の辞任、自由選挙、ティミショアラでの殺害の責任者を裁判にかけるよう要求した。
ティミショアラで始まった抗議運動は、12月20日の時点で、暴動へと発展していった。
ティミショアラ市の公式サイトには、ティミショアラで犠牲となった者たちの名前が記録されている。

## チャウシェスクの死
1989年12月21日、チャウシェスクは首都・ブクレシュティにて集会を開き、集まった群衆の前で演説を行ったが、この最中に突如騒ぎが勃発した。チャウシェスクは郡党委員会の第一書記と電話会議を行い、「ここ数日の一連の出来事は、国を不安定にさせ、ルーマニアの独立と主権に対する組織的な策動の結果である」と宣言し、党と国家権力、民兵、治安部隊、軍隊を総動員するよう求めたうえで、「我々は、この出来事の正体を暴き、断固として拒否し、始末を付けねばならない」と述べた。革命広場から出た者たちは恐慌状態に陥り、革命広場周辺の通りに集まると、「独裁者を倒せ！」「チャウシェスクよ、お前は誰だ？ - スコルニチェシュティ出身の極悪人だ！」との唱和を始めた。
12月22日午後12時6分、大群衆が見守る中、チャウシェスク夫妻と護衛の乗ったヘリコプターが、建物の屋上から離陸していった。チャウシェスク夫妻はこの日のうちにトゥルゴヴィシュテ (Târgoviște)にて軍隊に捕らえられ、12月25日に裁判にかけられたのち、銃殺刑に処せられるに至った。
チャウシェスクは、以下の罪状で死刑を宣告された。
- 6万人を殺害した
- 国家と国民に対して武装行動を組織し、国家権力を転覆させようとした
- 建物の破壊・損壊、都市における爆発で公共財産を破壊した
- 国民経済を弱体化させた
- 外国の銀行に10億ドルを不正に蓄財し、それを利用して国外逃亡を図ろうとした

しかしながら、これらの告訴内容が立証されたことは無い。
裁判はわずか1時間20分で終了し、これらの罪状は立証されないままチャウシェスクは処刑された。

## 司教として

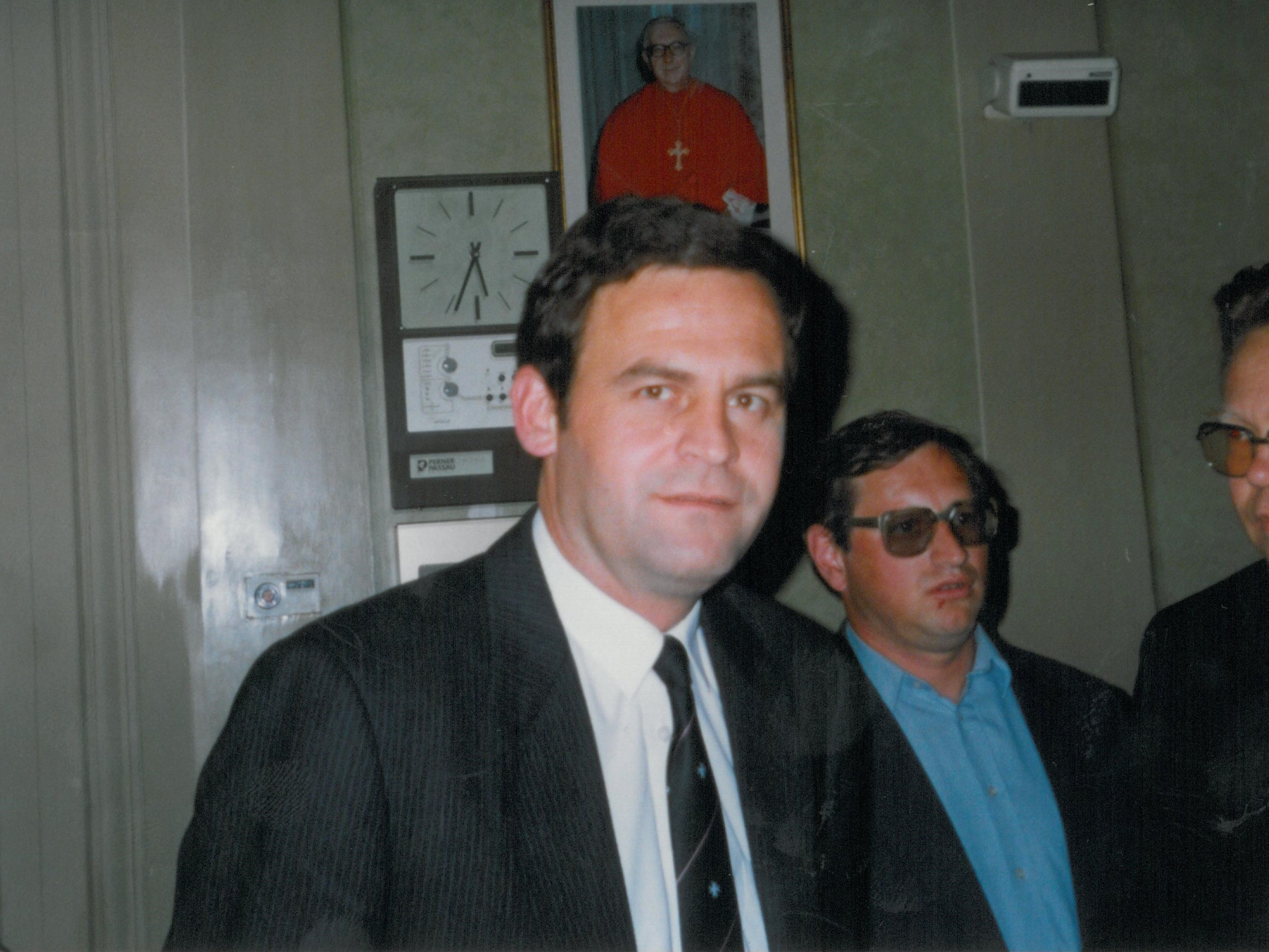
トゥーケーシュ・ラースロー（1993年9月）

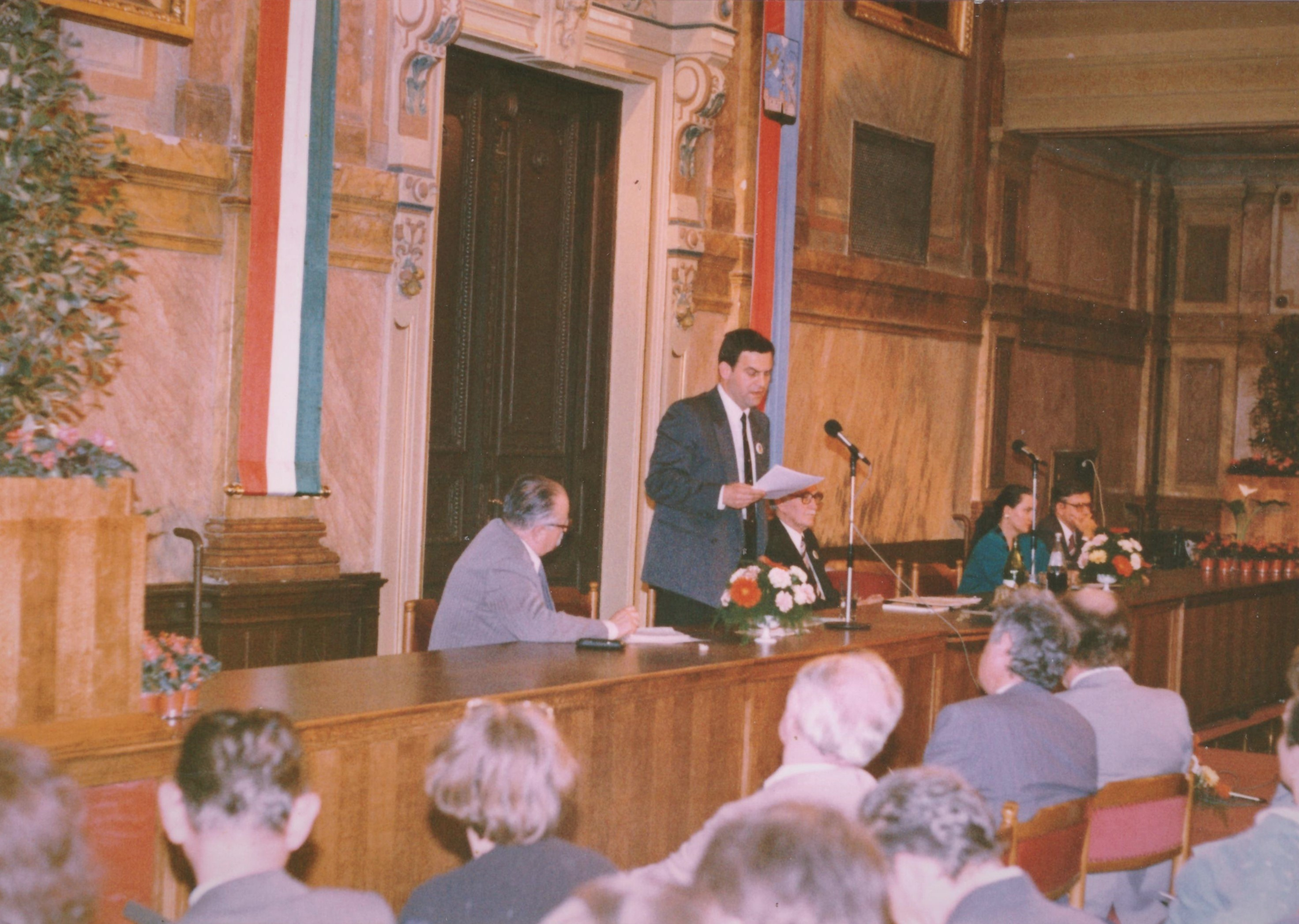
講演を行うトゥーケーシュ・ラースロー（1993年10月17日）

トゥーケーシュは改革派教会地区であるキライハゴマリーク (Királyhágómellék)の司教に選出された。2004年、トゥーケーシュは再選され、6年間の任期を務めた。1992年から欧州名誉上院議員、世界ハンガリー人協会、世界ハンガリー改革派協会の会長を務める。
彼は共産主義者に取り壊された教会の建物の再建に力を注ぎ、ハンガリー語による教育、社会的責任、宣教活動の重要性を強調した。オラダ (Oradea)にある「キリスト教パルティウム大学」(A Partiumi Keresztény Egyetem)は1999年に創設され、これにはトゥーケーシュが関わっていた。オラダでは託児所も創設し、アレシュト (Aleșd)では孤児院、アルドゼル (Arduzel)ではベテスダ医療施設、サロンタ (Salonta)ではピーテル改革派小学校、ティンカ (Tinca)では介護施設の建設に携わった。1996年、博物館、講堂、社会福祉施設を備えたハンガリー改革派教会の建物「Lórántffy Zsuzsanna」（「ロランティフィ・ジョジャンナ」）が開館した。

## 政治活動
2007年、ハンガリーの政党、フィデス＝ハンガリー市民同盟 (Fidesz-Magyar Polgári Szövetség)からの支援を受けて、トゥーケーシュは欧州議会議員に無所属で立候補した。2007年11月にルーマニアで実施された選挙で、トゥーケーシュは充分な得票数を得て、議席を獲得した。トゥーケーシュの立候補により、同党の党首であるフルンダ・ギョルジから、「得票数が割れた」と非難された。フルンダは、「トゥーケーシュにとっても、フィデスにとっても、全体の利益よりも個人の利益の方が重要らしい」と述べた。フルンダはまた、「トゥーケーシュはトライアン・バセスク (Traian Băsescu)に助けられた」と主張し、ハンガリー人がほとんど住んでいないルーマニアのワラキア (Wallachia)とモルダヴィア (Moldavia)から1万8000票を獲得した趣旨を述べた。開票日の夜、トゥーケーシュは「私は大ルーマニア党を破った」と発言した。トゥーケーシュが議席を獲得した一方で、大ルーマニア党 (Partidul România Mare)は5議席を全て失った。ジャーナリストのアティラ・トート・セネシー (Attila Tóth-Szenesi)は、「この選挙は、ハンガリー国内における政治闘争の一部でもあった」と書いた。
2009年に実施された欧州議会議員選挙では、ハンガリー人民主同盟 (Romániai Magyar Demokrata Szövetség, RMDSZ)から出馬し、再選された。2010年5月、トゥーケーシュは、パール・シュミットの後任として、欧州議会副議長の一人に選ばれた。賛成334票、棄権287票であった。トゥーケーシュは、「ヨーロッパの良心と共産主義に関するプラハ宣言」の共同署名者でもある。
2010年6月、トゥーケーシュは欧州議会選挙にて副議長に選出された。
2014年にハンガリーで実施された欧州議会選挙で、トゥーケーシュはフィデス＝ハンガリー市民同盟の党名簿で3番目の候補者に選ばれた。2019年の任期終了前、トゥーケーシュは再選に向けての立候補はしない趣旨を発表した。トゥーケーシュによれば、「欧州人民党はキリスト教への信仰を放棄した」のだという。

## 受賞

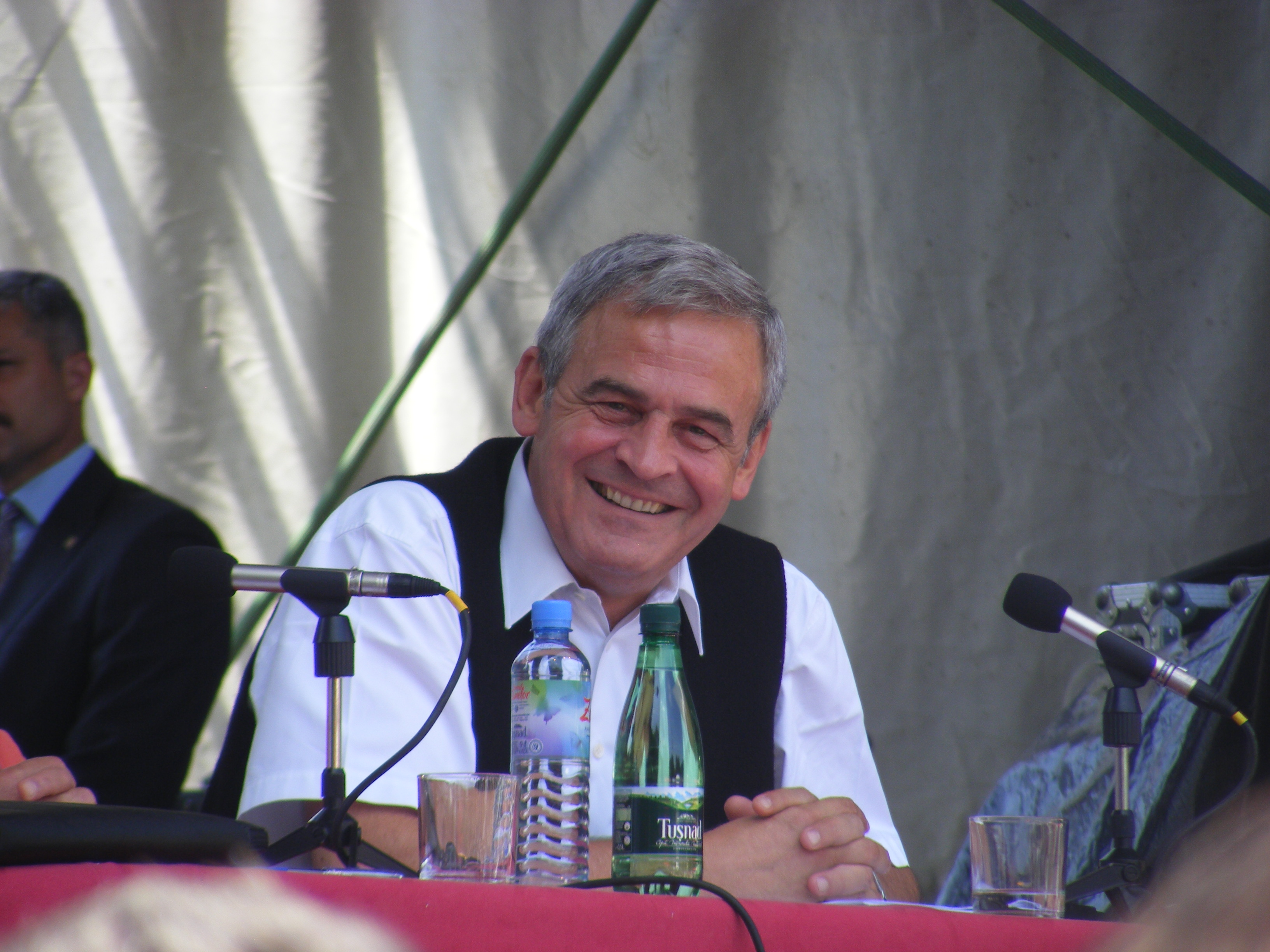
トゥーケーシュ・ラースロー（2010年）

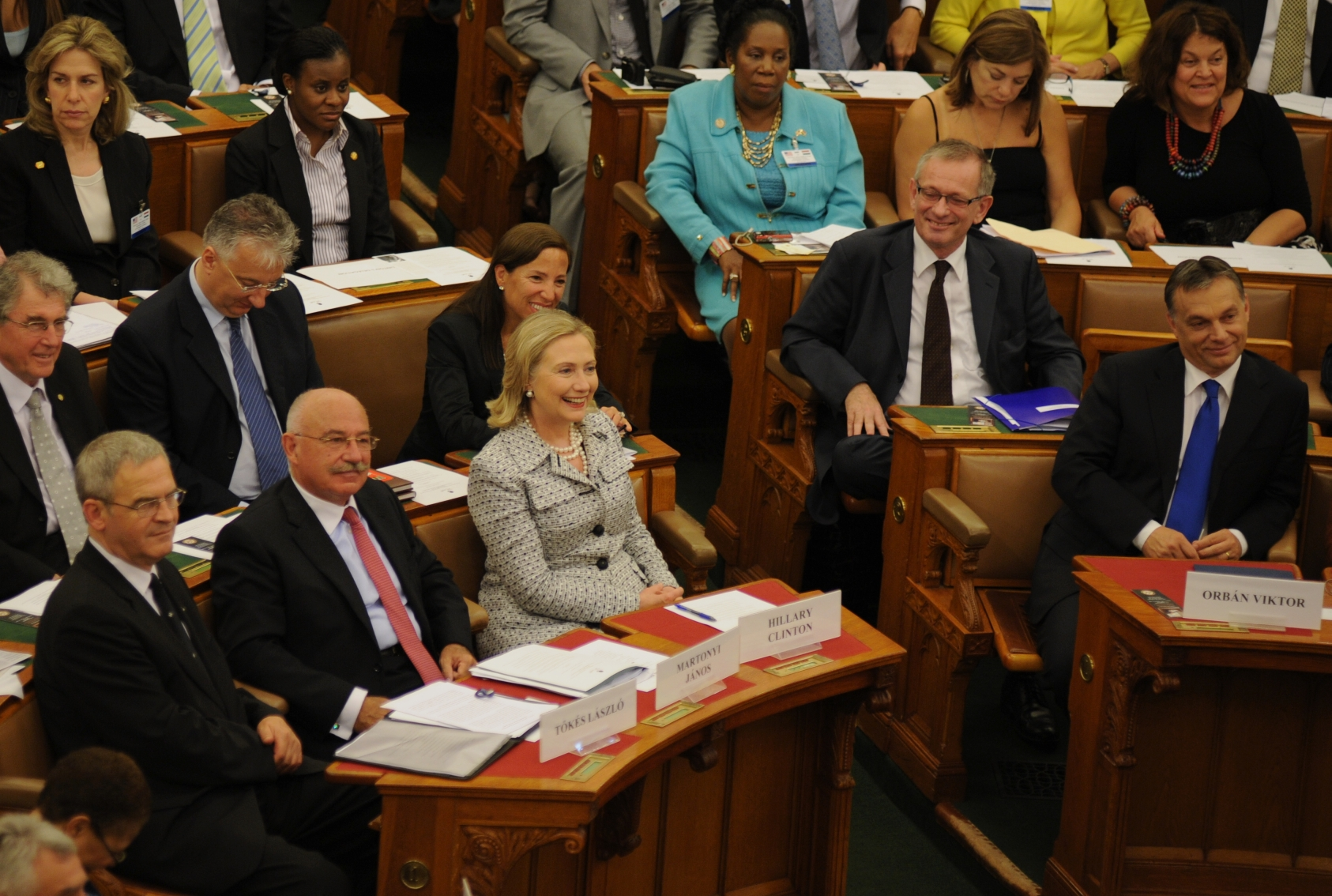
トム・ラントス研究所の落成式の様子。写真左下の席に座っているのがトゥーケーシュ。写真中央の席に座っているのはヒラリー・クリントン（2011年6月30日、ブダペストにて）

トゥーケーシュは、1990年に信教の自由における「4つの自由賞」(The Four Freedoms Award)を受賞した。
2009年、トゥーケーシュはワシントンD.C.にて、「The Truman-Reagan Medal of Freedom」（「トルーマン＝リーガン自由勲章」）を授与された。ルーマニアの共産主義に対する彼の役割に敬意を表して贈られた。

### 受勲の撤回
2009年、トゥーケーシュはルーマニア政府から「ルーマニア星勲章」を受勲した。
しかし、2016年、クラウス・ヨハニス (Klaus Iohannis)は、トゥーケーシュに授与した栄誉を撤回する趣旨を発表した。2013年11月20日、ルーマニア星勲章評議会は、賛成5票、棄権1票で、トゥーケーシュに授与した勲章を撤回することを決定した。トゥーケーシュは2013年にハンガリーの首相、オルバーン・ヴィクトル (Orbán Viktor)に対して「2013年7月27日、トゥーケーシュ・ラースローはハンガリーのオルバーン・ヴィクトル首相に対し、「オーストリアが南ティロルに対して行ったように、トランスィルヴァニアに『保護領』の地位を与える『国家協力制度』を確立するよう、政府とともに要請した」ことが、受勲の取り消しの最大の理由であった。トゥーケーシュは、「トランスィルヴァニアに『保護領』の地位を与えてはどうか」と提案した、とされる発言は「誤訳だ」と主張した。2016年2月29日、オルバーンは「ルーマニア政府は、ルーマニア在住のハンガリー人の指導的立場にある人物に対して、『憲法、合法性、汚職との闘い』を口実に、『政治的闘争』を展開しようとしている」と批判した。
2016年3月4日、クラウス・ヨハニスは、「トゥーケーシュ・ラースローに授与したルーマニア星勲章を撤回する」法令に署名し、首相のダチアン・チョロシュ (Dacian Cioloș)もこれに副署した。この決定に対し、トゥーケーシュは、裁判所に異議申し立てを行い、ヨハニスとチョロシュを訴えた。2016年11月、ブクレシュティ上訴裁判所は「事実に基づかない」として、トゥーケーシュの訴えを棄却した。
2021年5月12日、ルーマニア最高裁判所は、トゥーケーシュ・ラースローが提出した上訴を承認し、裁判のやり直しを命じた。

## 民族主義的行動
トゥーケーシュは、ルーマニア国内におけるハンガリー人による自治権を拡大させようと考えている。ルーマニアの法執行機関『Direcția de Investigare a Infracțiunilor de Criminalitate Organizată și Terorism, DIICOT』（『組織犯罪・テロ捜査局』）の検察から、「トゥーケーシュはルーマニア憲法に違反し、国家権力を弱体化させようとしている」として告発されたことがある。2010年6月、トゥーケーシュは「ハンガリー人が多く住む地域では、ルーマニア人もハンガリー語を学ぶ価値はある」と発言した。オラダの通りにあるルーマニア語による銘板が、トゥーケーシュによる主導でハンガリー語に変更された。市議会はこれを取り替えたが、トゥーケーシュは再びこれをハンガリー語のものに置き換え、「撤去した場合は抗議する」と脅迫した。
トゥーケーシュは政治的意図を隠すことなく、ハンガリー人による自治権の要求を続けており、2022年7月には、ハンガリーの首相、オルバーン・ヴィクトルに対しても「ルーマニア国内におけるハンガリー人による自治に対する支持を表明して欲しい」と働きかけている。
2019年12月、トゥーケーシュは、自分を「ハンガリーのスパイ」と呼んだ人物に対して名誉毀損訴訟を起こし、勝訴した。
1989年の時点で、トゥーケーシュの行動を監視していた政府当局は -セクリターテと党の公文書で示されているように- 、トゥーケーシュを「ハンガリーのスパイ」と見做していた。

## 家族
妻・エディートとの間に息子が2人、娘が1人いる。
2010年3月23日、エディートが離婚を申請した。トゥーケーシュの不倫が理由であるという。司祭のバローグ・バルナバス(Balogh Barnabas) は、2010年11月に声明を発表し、「原告は被告から屈辱を受け、愚弄されたと言えるでしょう。様々な機会や、記念日に、被告は原告の前で、被告は別の女性の胸の谷間について発言したり、原告は、おそらくは被告の人生において二番目か三番目の存在であり、一番目に来る女性ではないことを示唆する言動が見られました」と述べた。バルナバス司祭によれば、「トゥーケーシュはエディートを『愚かで粗野な女』と表現した」という。また、エディートは1990年6月20日にクルージュ＝ナポカにある病院で娘のイローナを出産したとき、夫はその前後に見舞いにすら来なかった点を始め、夫から冷遇された話を本にして出版した。トゥーケーシュは多くの女性と不倫しており、親愛の情を示す手紙を綴っていた一方で、家族に対してはほとんど口を利かなかったという。
トゥーケーシュは2013年に別の女性と再婚し、その女性は「妊娠中」と報道された。

## 著書
- Zur Winterzeit der Welt (társszerző, Berlin, 1980)
- With God, for the people. The autobiography of Laszlo Tokes; as told to David Porter; Hodder & Stoughton, London, 1990
- Temesvár ostroma 1989; Hungamer, Bp., 1990 (naplójegyzetek, levelek, dokumentumok)
- "Ahol az Úrnak lelke, ott a szabadság". Válogatás Tőkés László igehirdetéseiből, 1986–1990; Református Zsinati Iroda, Bp., 1990
- Istennel a népért. Tőkés László életútja ahogyan David Porternek elmondta; angolból ford. Főgler Klára; Aranyhíd, Bp., 1991
- „Ideje van a szólásnak” (válogatott írások, Nagyvárad, 1993)
- Egy kifejezés és ami mögötte van / What's behind a statement; Balaton Akadémia, Vörösberény, 1993 (Balaton Akadémia könyvek)
- Temesvár szellemében. Ökumenia és megbékélés (Nagyvárad, 1996)
- Temesvári memento (Kolozsvár, 1999)
- Asediul Timişoarei (Temesvár ostroma); románra ford. Gelu Păteanu; Ed. de Eparhia Reform. de pe lângă Piatra Craiului, s.l., 1999
- Remény és valóság. Egyház- és kisebbségpolitikai írások, 1989–1999; szerk. Barabás Zoltán;  Királyhágómelléki Református Egyházkerület, Oradea, 1999
- Rádióba mondom. Rádiós igehirdetések, igei alapú beszédek (2001-2003); Királyhágómelléki Református Egyházkerület, Nagyvárad, 2003
- Remény és valóság. Összegyűjtött írások; új, jelentősen bőv. kiad.; Mundus, Bp., 2006 (Protestáns művelődés Magyarországon)
- Hit és nemzet. Tőkés László breviáriuma. Ady Endre verseivel; vál., szerk. Jánosi Zoltán, vál., összeáll. Farkas Ernő; Magyar Napló, Bp., 2017

## 資料
- Cornel Micu (2009年8月26日). “Laszlo Tokes – eroul anului 1989”. Jurnalul Național. 2016年3月5日時点のオリジナルよりアーカイブ。2023年4月14日閲覧。

- Andreea Tudorica, Mircea Opris (2009年2月16日). “Desfiinţarea şi reînfiinţarea trupei Thalia”. Jurnalul Național. 2015年5月25日時点のオリジナルよりアーカイブ。2023年4月14日閲覧。

- Mărcău Flavius-Cristian (2011年). “Adevărul despre Revoluția din 1989: rolul lui Laszlo Tokes”. Historia. 2013年7月5日時点のオリジナルよりアーカイブ。2023年4月14日閲覧。